# Neobyknovennoe leto
Neobyknovennoe leto (Необыкновенное лето) è un film del 1957 diretto da Vladimir Pavlovič Basov.